# Lisa Teige
Lisa Teige, född 1998 i Fana/Ytrebygda i Bergen, är en norsk skådespelare och dansare. Hon spelar rollen som Eva Kviig Mohn i dramaserien SKAM, som sänds på NRK. Teige har studerat vid en danslinje på Edvard Munch videregående skole i Oslo.